# Komanderia
Komanderia (chiń. 郡; pinyin jùn) – historyczna jednostka administracyjna w Chinach. Na czele komanderii stało dwóch urzędników, wojskowy i cywilny, których praca była koordynowana przez podlegającego bezpośrednio dworowi cenzora.
W czasach dynastii Zhou komanderie były jednostkami poniżej powiatów (chiń. trad. 縣; pinyin xiàn). Podczas reform przeprowadzonych w państwie Qin przez Shang Yanga (IV w. p.n.e.) hierarchię odwrócono i będące odtąd jednostkami niższego szczebla powiaty łączono w komanderie. System ten wprowadził później w zjednoczonym państwie pierwszy cesarz Qin Shi Huang, dzieląc Chiny na 36 komanderii (liczba ta wzrosła później na skutek ekspansji cesarstwa na południe). 
Po objęciu władzy przez Hanów zreformowano system administracyjny, wprowadzając podział kraju na prowincje (zhou, 州), stojące wyżej od dotychczasowych komanderii. Na niższym szczeblu kraj dzielił się we wschodniej części na 10 królestw lennych (chiń. trad. 國; pinyin guó), zaś komanderie w liczbie 14 pozostawiono jako jednostkę podziału terytorialnego na zachodzie imperium. W późniejszym okresie władcy dynastii Han dążyli do decentralizacji władzy lokalnej i w 108 p.n.e. liczba komanderii wzrosła do 84, zaś królestw do 18.
Za panowania dynastii Sui komanderie stopniowo zastępowano prefekturami zhou (州). Ostatecznie znikły one z administracyjnego języka Chin po dojściu do władzy dynastii Tang, kiedy to cesarstwo podzielono na 10 (później 15) wielkich okręgów zwanych dao (道), dzielących się w dalszym rzędzie na prefektury (zhou) i powiaty (xian).
Termin 郡 jest obecnie używany przy tłumaczeniu z języków obcych na chiński, m.in. określa się nim amerykańskie i brytyjskie hrabstwa.